# Aquitans
Els antics aquitans (llatí: Aquitani) eren un poble preindoeuropeu que habitava la zona que actualment és el sud de la regió administrativa de la Nova Aquitània i el sud-oest del Migdia-Pirineus, anomenada Gallia Aquitania pels romans, a la regió compresa entre els Pirineus, l'oceà Atlàntic i la Garona (actualment, sud-oest d'Occitània). Autors clàssics com ara Juli Cèsar i Estrabó els distingien clarament dels altres pobles de la Gàl·lia i d'Hispània. Amb el procés de romanització, durant els segles de l'Imperi Romà, adoptaren la llengua llatina (llatí vulgar) i la civilització romana. La seva antiga llengua, l'aquità, fou el substrat del gascó, llengua romànica parlada actualment a la Gascunya.

## Història
A l'època de la conquesta romana, Juli Cèsar, qui els va derrotar durant la seva campanya a la Gàl·lia, diu que els aquitans en constituïen una part diferent:
| « | La Gàl·lia tota és separada en tres parts, una de les quals és habitada pels belgues, una altra pels aquitans, i la tercera pels qui en llur llengua són anomenats celtes i en la nostra, gals. Tots ells es diferencien per l'idioma, les institucions i les lleis. El riu Garunna separa els gals dels aquitans [...] | » |

Malgrat les aparents relacions culturals i lingüístiques amb la península Ibèrica (vascons) i amb els ibers, segons Cèsar l'àrea d'Aquitània, com a part de la Gàl·lia que era, s'acabava als Pirineus:
| « | L'Aquitània va del Garunna als Pirineus fins a la banda de l'Oceà que toca a Hispània, i mira cap a ponent i al nord. | » |

## Relació amb els bascos i la llengua basca
Juli Cèsar traça un línia clara entre els aquitans, els quals viuen a l'actual sud-oest d'Occitània i parlen aquità, i els seus veïns celtes que viuen al nord. La presència d'allò que semblen noms de deïtats o de persones similars a l'actual basc en lloses funeràries romano-aquitanes tardanes, ha portat molts filòlegs i lingüistes a concloure que l'aquità estava estretament relacionat amb una forma primitiva del basc. El fet que la regió fos coneguda com a Vascònia durant l'alta edat mitjana, un nom que va evolucionar a la forma més coneguda de Gascunya, juntament amb altres evidències toponímiques, sembla corroborar aquest supòsit. S'ha estudiat també la possible relació amb la llengua ibèrica, com semblen evidenciar nombrosos topònims amb equivalents a Hispània (cf. l'antiga Iluro dels iluronenses, actual Auloron, i la Iluro laietana, actual Mataró).
Tanmateix, s'ha argüit també que els aquitans podrien ser una població mixta d'orígens gals i bascònics que habitaven el vessant nord dels Pirineus. Els aquitans orientals i septentrionals parlaven gal mentre els meridionals i occidentals parlaven aquità, relacionat amb el protobasc.;

## Tribus
Malgrat que el país on vivien els aquitans originaris acabà anomenant-se Novempopulània ("nou pobles") a la darreria de l'Imperi Romà i a l'alta edat mitjana (fins al segle VI), el nombre de tribus variava (al voltant de 20 segons Estrabó, o entre 32 i 33 segons la informació d'altres autors clàssics com ara Plini el Vell, Ptolemeu i Juli Cèsar):

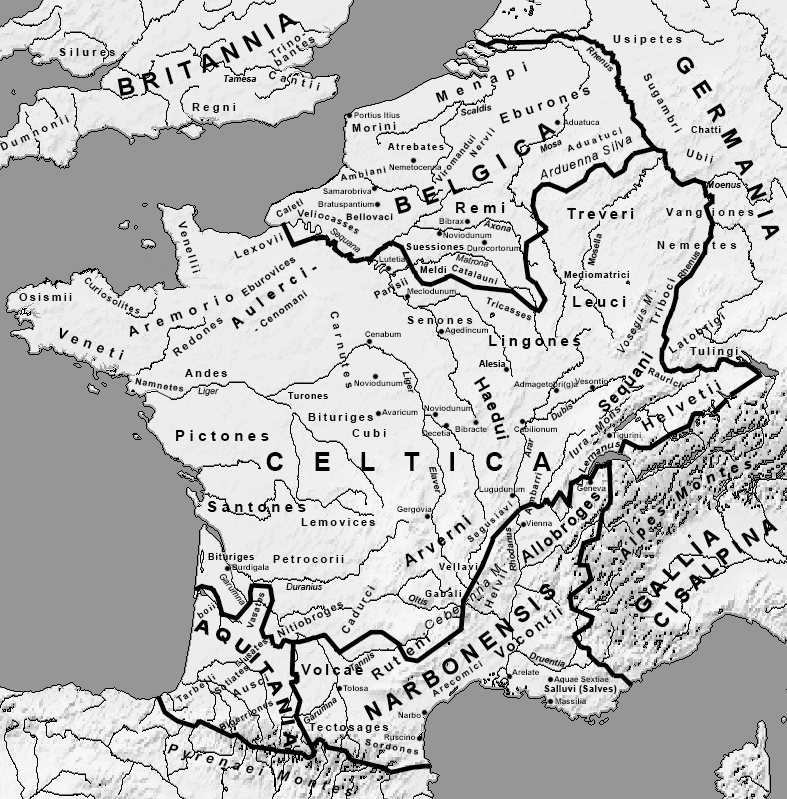
Tribus a Aquitània (segons foren definides el s. I aC)

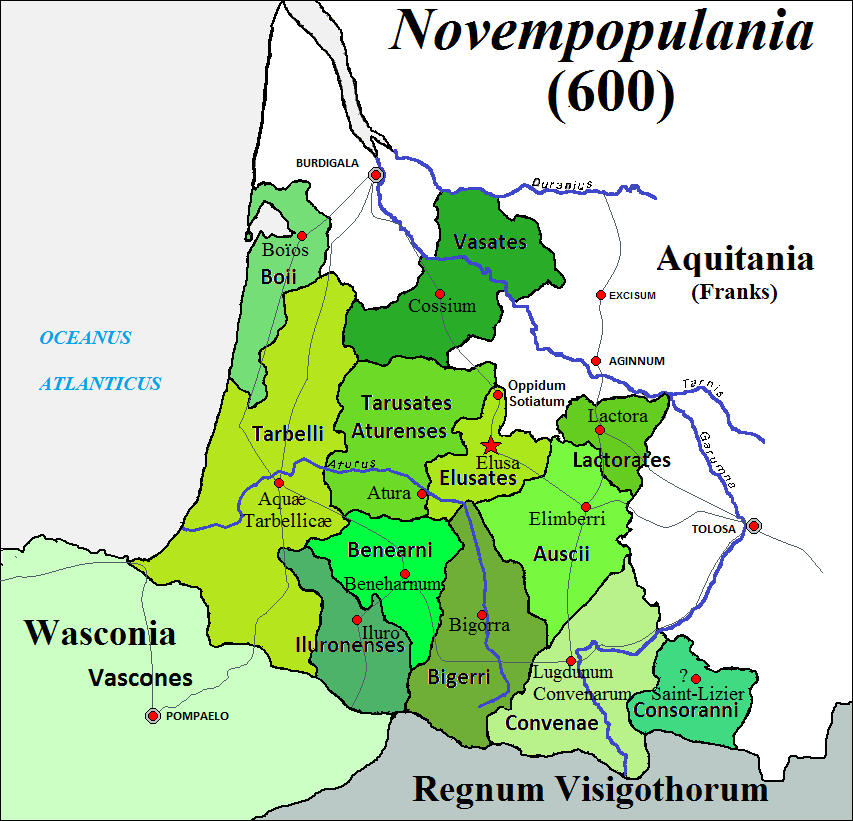
Distribució tardana de les tribus a la Novempopulània a finals del s. VI dC, antiga Aquitània pròpiament dita (segons fou definida el s. I aC)

### Tribus aquitanes
- Arenosii/Aerenosii o Airenosini a la Vall d'Aran, part d'Aquitània i no d'Hispània a l'Imperi Romà
- Apiates/Aspiates a la Vall d'Aspa
- Aturenses a les ribes de l'Ador (Aturus); se'ls identifica generalment amb els Tarusates
- Ausci a l'est del voltant de l'actual Auch (Elimberris o Ilíberis,[9] metròpoli d'Aquitània)
- Benearni o Benearnenses/Venarni al (i al voltant del) baix Bearn, Pau
- Bigerriones o Begerri a l'oest de l'actual departament dels Alts Pirineus (antic comtat de Bigorra)[10]
- Bercorates/Bercorcates[10]
- Camponi
- Cocosates (Sexsignani) a l'oest del departament de les Landes[11]
- Consoranni als rierols tributaris de l'alta Garona a l'antiga província de Coserans, actual meitat occidental del departament de l'Arieja i extrem sud de l'Alta Garona[11]
- Convenae, una “agrupació” al sud-est (alta vall de la Garona) a (i al voltant de) Lugdunum Convenarum[12]
- Datii a la Vall d'Aussau
- Elusates al nord-est al voltant d'Eusa (antiga Elusa)[8]
- Gates entre els Elusates i els Ausci
- Iluronenses a (i al voltant d') Iluro (Auloron e Senta Maria)
- Lactorates o Lectorates a (i al voltant de) Leitora[8]
- Monesii o Osii o Onesii a la vall de l'alta Garona (Luishon), només esmentats a la Geographica d'Estrabó[13]
- Onobrisates a Nebosan
- Oscidates a les valls i vessants dels Pirineus occidentals, a Aussau, alt Bearn, al sud dels Iluronenses
  - Oscidates Campestres
  - Oscidates Montani
- Ptianii a Ortès
- Sassumini/Lassumini/Lassunni
- Sibyllates o Suburates probablement al voltant de Zuberoa/Xüberoa i també Saubuça; els mateixos que els Sibuzates/Sibusates de Juli Cèsar ?
- Sotiates al nord dels voltant de Sòs (sud del departament d'Òlt i Garona)[14]
- Succasses[15]
- Tarbelli (Quattuorsignani) a la zona costanera de les Landes, amb Dacs (Aquis Tarbellicis)[16]
- Tarusates al Midor, Dosa i vall del Midosa, a l'est dels Cocosates i Tarbelli[16]
- Tarusci a l'alta vall de l'Arieja a l'antiga Foix, avui meitat oriental del departament d'Arieja
- Umbranici
- Vasates/Vocates al nord dels voltants de Vasats (Gironda)[17]
- Vellates a l'alta vall del Bidasoa[17]

### Tribus relacionades amb els aquitans

En carabassa, els pobles suposats protobascs

Al vessant sud dels Pirineus occidentals i centrals, no a Aquitània sinó al nord de la Hispania Tarraconensis:
- Iacetani a l'alta vall de l'Aragó, a (i al voltant de) Jaca, als vessants meridionals dels Pirineus, a l'actual Aragó nord-occidental
- Vascones als vessants meridionals dels Pirineus occidentals, a l'actual Navarra

### Tribus gal·les a Aquitània
Hi havia també algunes tribus gal·les, de llengua i cultura celta, compartint espai amb els aquitans. Entre elles:
- Bitúriges vivisques a la Gironda
- Boiates/Boates/Boii Boiates/Boviates, relacionats amb els Bois, a la zona costanera de Bug i de Bòrn, al nord-oest de les Landes[18]
- Cambolectres als voltants de l'actual Baiona